# Joseph Thomas Dimino
Joseph Thomas Dimino (* 7. Januar  1923 in New York City; † 25. November 2014) war Erzbischof des US-amerikanischen Militärordinariates.

## Leben
Joseph Thomas Dimino empfing am 4. Juni 1949 die Priesterweihe für das Erzbistum New York.
Papst Johannes Paul II. ernannte ihn am 29. März 1983 zum Titularbischof von Hyccarum und Weihbischof im US-amerikanischen Militärordinariat. Der Erzbischof von New York Terence James Kardinal Cooke spendete ihm am 20. April desselben Jahres die Bischofsweihe; Mitkonsekratoren waren John Joseph Thomas Ryan, Koadjutorbischof US-amerikanischen Militärordinariates, und Louis Edward Gelineau, Bischof von Providence. 
Am 14. Mai 1991 wurde er zum Erzbischof des US-amerikanischen Militärordinariats und Titularerzbischof pro hac vice von Hyccarum ernannt. 
Am 12. August 1997 nahm Papst Johannes Paul II. seinen Rücktritt von der Leitung des Militärordinariats und am 7. März 1998 auch als Titularerzbischof an.